# Tirreno-Adriatico 2008
La Tirreno-Adriatico 2008, quarantatreesima edizione della corsa, si svolse dal 12 al 18 marzo 2008 ed affrontò un percorso totale di 1 122 km. Fu vinta dallo svizzero Fabian Cancellara, in forza al Team CSC, che completò la settimana di corsa in 28h08'21". Secondo classificato, a 16 secondi, fu l'italiano Enrico Gasparotto, mentre terzo, e miglior giovane, risultò lo svedese Thomas Löfkvist. Lo spagnolo Óscar Freire vinse tre tappe e la maglia ciclamino della classifica a punti.

## Percorso
La corsa prese il via il 12 marzo da Civitavecchia (Provincia di Roma), sul mar Tirreno, e si concluse sei giorni dopo sulla riviera adriatica, con il consueto arrivo a San Benedetto del Tronto (Provincia di Ascoli Piceno), per un totale di 1122 km. La prima frazione, riservata ai velocisti, si svolgeva interamente nei dintorni di Civitavecchia, mentre la seconda – la più lunga (203 km) – portava il gruppo sull'Appennino, a Gubbio. Già al termine della terza tappa, selettiva e caratterizzata da una rampa finale verso Montelupone al 12,1% di pendenza media, veniva raggiunto il versante adriatico, che avrebbe ospitato anche le ultime quattro tappe.
La quarta frazione, con un percorso ondulato, era adatta a fughe da lontano, e si concludeva a Civitanova Marche; l'indomani, 16 marzo, veniva quindi riproposta, come nelle due edizioni precedenti, una prova a cronometro, 26 chilometri con partenza a Macerata e arrivo Recanati, nella centrale Piazza Leopardi. La sesta tappa, adatta ai finisseur, portava la carovana a Castelfidardo, mentre la frazione conclusiva, con il traguardo in Viale Buozzi a San Benedetto del Tronto, si configurava come la consueta passerella per velocisti in vista della Milano-Sanremo di quattro giorni dopo.

## Tappe
| Tappa  | Data     | Percorso                                            | km    | Vincitore di tappa               | Leader cl. generale |
| ------ | -------- | --------------------------------------------------- | ----- | -------------------------------- | ------------------- |
| 1ª     | 12 marzo | Civitavecchia > Civitavecchia                       | 160   | Óscar Freire                     | Óscar Freire        |
| 2ª     | 13 marzo | Civitavecchia > Gubbio                              | 203   | Raffaele Illiano                 | Enrico Gasparotto   |
| 3ª     | 14 marzo | Gubbio > Montelupone                                | 195   | Joaquim Rodríguez                | Niklas Axelsson     |
| 4ª     | 15 marzo | Porto Recanati > Civitanova Marche                  | 166   | Alessandro Petacchi Óscar Freire | Niklas Axelsson     |
| 5ª     | 16 marzo | Macerata > Recanati (cron. individuale)             | 26    | Fabian Cancellara                | Fabian Cancellara   |
| 6ª     | 17 marzo | Civitanova Marche > Castelfidardo                   | 196   | Óscar Freire                     | Fabian Cancellara   |
| 7ª     | 18 marzo | San Benedetto del Tronto > San Benedetto del Tronto | 176   | Francesco Chicchi                | Fabian Cancellara   |
| Totale | Totale   | Totale                                              | 1 122 |                                  |                     |

## Squadre partecipanti
| N.      | Cod. | Squadra                          |
| ------- | ---- | -------------------------------- |
| 1-8     | QST  | Quick Step                       |
| 11-18   | ALM  | AG2R La Mondiale                 |
| 21-28   | BAR  | Barloworld                       |
| 31-38   | GCE  | Caisse d'Epargne                 |
| 41-48   | COF  | Cofidis, le Crédit par Téléphone |
| 51-58   | CSF  | CSF Group-Navigare               |
| 61-68   | SDA  | Diquigiovanni-Androni Giocattoli |
| 71-78   | EUS  | Euskaltel-Euskadi                |
| 81-88   | FDJ  | Française des Jeux               |
| 91-98   | GST  | Gerolsteiner                     |
| 101-108 | THR  | Team High Road                   |

| N.      | Cod. | Squadra                          |
| ------- | ---- | -------------------------------- |
| 111-118 | LAM  | Lampre                           |
| 121-128 | LIQ  | Liquigas                         |
| 131-138 | LPR  | LPR Brakes-Ballan                |
| 141-148 | RAB  | Rabobank                         |
| 151-158 | SDV  | Saunier Duval-Scott              |
| 161-168 | SIL  | Silence-Lotto                    |
| 171-178 | TSL  | Team Slipstream-Chipotle p/b H30 |
| 181-188 | CSC  | Team CSC                         |
| 191-198 | MRM  | Team Milram                      |
| 201-208 | TCS  | Tinkoff Credit Systems           |

## Dettagli delle tappe

### 1ª tappa
- 12 marzo: Civitavecchia > Civitavecchia – 160 km

Risultati
| Pos. | Corridore           | Squadra      | Tempo    |
| ---- | ------------------- | ------------ | -------- |
| 1    | Óscar Freire        | Rabobank     | 4h10'01" |
| SQ   | Alessandro Petacchi | Team Milram  | s.t.     |
| 2    | José Joaquín Rojas  | C. d'Epargne | s.t.     |

| Pos. | Corridore           | Squadra      | Tempo    |
| ---- | ------------------- | ------------ | -------- |
| 1    | Óscar Freire        | Rabobank     | 4h09'51" |
| SQ   | Alessandro Petacchi | Team Milram  | a 4"     |
| 2    | José Joaquín Rojas  | C. d'Epargne | a 6"     |

### 2ª tappa
- 13 marzo: Civitavecchia > Gubbio – 203 km

Risultati
| Pos. | Corridore         | Squadra       | Tempo    |
| ---- | ----------------- | ------------- | -------- |
| 1    | Raffaele Illiano  | Diquigiovanni | 5h01'10" |
| 2    | Enrico Gasparotto | Barloworld    | s.t.     |
| 3    | Niklas Axelsson   | Diquigiovanni | a 3"     |

| Pos. | Corridore         | Squadra       | Tempo    |
| ---- | ----------------- | ------------- | -------- |
| 1    | Enrico Gasparotto | Barloworld    | 9h11'05" |
| 2    | Niklas Axelsson   | Diquigiovanni | a 2"     |
| 3    | Linus Gerdemann   | High Road     | a 6"     |

### 3ª tappa
- 14 marzo: Gubbio > Montelupone – 195 km

Risultati
| Pos. | Corridore         | Squadra       | Tempo    |
| ---- | ----------------- | ------------- | -------- |
| 1    | Joaquim Rodríguez | C. d'Epargne  | 4h44'59" |
| 2    | Danilo Di Luca    | LPR Brakes    | a 12"    |
| 3    | Niklas Axelsson   | Diquigiovanni | s.t.     |

| Pos. | Corridore         | Squadra       | Tempo     |
| ---- | ----------------- | ------------- | --------- |
| 1    | Niklas Axelsson   | Diquigiovanni | 13h56'14" |
| 2    | Enrico Gasparotto | Barloworld    | a 10"     |
| 3    | Joaquim Rodríguez | C. d'Epargne  | a 18"     |

### 4ª tappa
- 14 marzo: Porto Recanati > Civitanova Marche – 166 km

Risultati
| Pos. | Corridore           | Squadra     | Tempo    |
| ---- | ------------------- | ----------- | -------- |
| SQ   | Alessandro Petacchi | Team Milram | 3h59'58" |
| 1    | Óscar Freire        | Rabobank    | 3h59'58" |
| 2    | Filippo Pozzato     | Liquigas    | s.t.     |

| Pos. | Corridore         | Squadra       | Tempo     |
| ---- | ----------------- | ------------- | --------- |
| 1    | Niklas Axelsson   | Diquigiovanni | 17h56'12" |
| 2    | Enrico Gasparotto | Barloworld    | a 10"     |
| 3    | Joaquim Rodríguez | C. d'Epargne  | a 18"     |

### 5ª tappa
- 16 marzo: Macerata > Recanati – Cronometro individuale – 26 km

Risultati
| Pos. | Corridore         | Squadra    | Tempo  |
| ---- | ----------------- | ---------- | ------ |
| 1    | Fabian Cancellara | Team CSC   | 33'41" |
| 2    | David Zabriskie   | Slipstream | a 22"  |
| 3    | Thomas Löfkvist   | High Road  | a 54"  |

| Pos. | Corridore         | Squadra    | Tempo     |
| ---- | ----------------- | ---------- | --------- |
| 1    | Fabian Cancellara | Team CSC   | 18h30'47" |
| 2    | Enrico Gasparotto | Barloworld | a 16"     |
| 3    | Thomas Löfkvist   | High Road  | a 40"     |

### 6ª tappa
- 17 marzo: Civitanova Marche > Castelfidardo – 196 km

Risultati
| Pos. | Corridore       | Squadra    | Tempo    |
| ---- | --------------- | ---------- | -------- |
| 1    | Óscar Freire    | Rabobank   | 4h46'44" |
| 2    | Filippo Pozzato | Liquigas   | s.t.     |
| 3    | Danilo Di Luca  | LPR Brakes | s.t.     |

| Pos. | Corridore         | Squadra    | Tempo     |
| ---- | ----------------- | ---------- | --------- |
| 1    | Fabian Cancellara | Team CSC   | 23h17'31" |
| 2    | Enrico Gasparotto | Barloworld | a 16"     |
| 3    | Thomas Löfkvist   | High Road  | a 40"     |

### 7ª tappa
- 18 marzo: San Benedetto del Tronto > San Benedetto del Tronto – 176 km

Risultati
| Pos. | Corridore         | Squadra   | Tempo    |
| ---- | ----------------- | --------- | -------- |
| 1    | Francesco Chicchi | Liquigas  | 4h50'50" |
| 2    | Danilo Napolitano | Lampre    | s.t.     |
| 3    | Mark Cavendish    | High Road | s.t.     |

| Pos. | Corridore         | Squadra    | Tempo     |
| ---- | ----------------- | ---------- | --------- |
| 1    | Fabian Cancellara | Team CSC   | 28h08'21" |
| 2    | Enrico Gasparotto | Barloworld | a 16"     |
| 3    | Thomas Löfkvist   | High Road  | a 40"     |

## Evoluzione delle classifiche
| Tappa              | Vincitore           | Classifica generale Maglia azzurra | Classifica a punti Maglia ciclamino | Classifica scalatori Maglia verde | Classifica giovani Maglia bianca | Classifica a squadre             |              |
| ------------------ | ------------------- | ---------------------------------- | ----------------------------------- | --------------------------------- | -------------------------------- | -------------------------------- | ------------ |
| 1ª                 | Óscar Freire        | Óscar Freire                       | Óscar Freire                        | Jurij Krivcov                     | José Joaquín Rojas               |                                  |              |
| 2ª                 | Raffaele Illiano    | Enrico Gasparotto                  | Raffaele Illiano                    | Niklas Axelsson                   | Riccardo Riccò                   | AG2R La Mondiale                 |              |
| 3ª                 | Joaquim Rodríguez   | Niklas Axelsson                    | Enrico Gasparotto                   | Lloyd Mondory                     | Thomas Löfkvist                  | Serramenti Diquigiovanni-Androni |              |
| 4ª                 | Alessandro Petacchi | Niklas Axelsson                    | Enrico Gasparotto                   | Lloyd Mondory                     | Thomas Löfkvist                  | Serramenti Diquigiovanni-Androni | Óscar Freire |
| 5ª                 | Fabian Cancellara   | Fabian Cancellara                  | Enrico Gasparotto                   | Lloyd Mondory                     | Thomas Löfkvist                  | Team High Road                   |              |
| 6ª                 | Óscar Freire        | Fabian Cancellara                  | Óscar Freire                        | Juan José Oroz                    | Thomas Löfkvist                  | Team High Road                   |              |
| 7ª                 | Francesco Chicchi   | Fabian Cancellara                  | Óscar Freire                        | Lloyd Mondory                     | Thomas Löfkvist                  | Team High Road                   |              |
| Classifiche finali | Classifiche finali  | Fabian Cancellara                  | Óscar Freire                        | Lloyd Mondory                     | Thomas Löfkvist                  | Team High Road                   |              |

## Classifiche finali

### Classifica generale - Maglia azzurra
| Pos. | Corridore         | Squadra       | Tempo     |
| ---- | ----------------- | ------------- | --------- |
| 1    | Fabian Cancellara | Team CSC      | 28h08'21" |
| 2    | Enrico Gasparotto | Barloworld    | a 16"     |
| 3    | Thomas Löfkvist   | High Road     | a 40"     |
| 4    | Markus Fothen     | Gerolsteiner  | a 53"     |
| 5    | Niklas Axelsson   | Diquigiovanni | a 1'32"   |
| 6    | Gustav Larsson    | Team CSC      | a 1'36"   |
| 7    | Filippo Pozzato   | Liquigas      | a 1'44"   |
| 8    | Ryder Hesjedal    | Slipstream    | a 1'53"   |
| 9    | Francisco Vila    | Lampre        | a 2'34"   |
| 10   | Tom Stubbe        | F. des Jeux   | a 2'45"   |

### Classifica a punti - Maglia ciclamino
| Pos. | Corridore           | Squadra     | Punti |
| ---- | ------------------- | ----------- | ----- |
| 1    | Óscar Freire        | Rabobank    | 34    |
| 2    | Enrico Gasparotto   | Barloworld  | 29    |
| SQ   | Alessandro Petacchi | Team Milram | 24    |
| 3    | Filippo Pozzato     | Liquigas    | 22    |
| 4    | Danilo Di Luca      | LPR Brakes  | 22    |

### Classifica scalatori - Maglia verde
| Pos. | Corridore           | Squadra       | Punti |
| ---- | ------------------- | ------------- | ----- |
| 1    | Lloyd Mondory       | AG2R La Mond. | 16    |
| 2    | Juan José Oroz      | Euskaltel     | 15    |
| 3    | Renaud Dion         | AG2R La Mon.  | 11    |
| 4    | Jurij Krivcov       | AG2R La Mon.  | 7     |
| 5    | José Vicente García | C. d'Epargne  | 6     |

### Classifica giovani - Maglia bianca
| Pos. | Corridore           | Squadra    | Tempo     |
| ---- | ------------------- | ---------- | --------- |
| 1    | Thomas Löfkvist     | High Road  | 28h09'01" |
| 2    | Giovanni Visconti   | Quick Step | a 3'20"   |
| 3    | Sebastian Langeveld | Rabobank   | a 8'20"   |
| 4    | Valerio Agnoli      | Liquigas   | a 9'14"   |
| 5    | Dries Devenyns      | Silence    | a 12'41"  |

### Classifica a squadre
| Pos. | Squadra                          | Tempo     |
| ---- | -------------------------------- | --------- |
| 1    | Team High Road                   | 84h30'51" |
| 2    | Serramenti Diquigiovanni-Androni | a 2'44"   |
| 3    | Caisse d'Epargne                 | a 3'37"   |
| 4    | Liquigas                         | a 3'38"   |
| 5    | Team CSC                         | a 6'34"   |